# Să-mi faceți una ca asta!
Să-mi faceți una ca asta! (titlul original: în franceză ) este un film thriller francez,  realizat în 1960 de regizorul Pierre Grimblat, după romanul scriitorului Jean-Michel Sorel, protagoniști fiind actorii Eddie Constantine, Jean-Louis Richard, Bernadette Lafont și Rita Cadillac. 

## Rezumat
Eddie Mac Avoy este contactat de serviciile de securitate pentru o misiune delicată. El cunoaște riscurile, dar suma de 5 milioane care i se oferă, pe lângă posibilitatea de a se reabilita, nu este de neglijat. Cele mai recente fantezii ale sale din timpul unui reportaj celebru l-au făcut la fel de indezirabil printre gangsteri ca și în cercurile poliției. Va avea așadar multe de făcut pentru a trece neobservat și a preda într-un loc sigur micro-filmul ascuns într-o țigară, obiectul prețios al misiunii sale...

## Distribuție
- Eddie Constantine – Eddie MacAvoy
- Bernadette Lafont – Anna
- Jean-Louis Richard – Chef
- Pierre Grasset – Martin
- Rita Cadillac – Mercedes
- Henri Cogan – Grognon
- Michèle Perello
- Gracieux Lamperti
- Joseph Lizzani
- Mick Besson
- Jean Toscan